# Encarsia africana
Encarsia africana är en stekelart som först beskrevs av Hill 1970.  Encarsia africana ingår i släktet Encarsia och familjen växtlussteklar. Inga underarter finns listade i Catalogue of Life.